# Ferenc Szojka
Ferenc Szojka (* 7. April 1931 in Salgótarján; † 17. September 2011 ebenda) war ein ungarischer Fußballspieler. Mit der Nationalmannschaft seines Heimatlandes nahm er an den Fußball-Weltmeisterschaften 1954 und 1958 teil.

## Karriere
Ferenc Szojka begann seine fußballerische Laufbahn im Jahre 1950 bei seinem Heimatverein Salgótarjáni BTC, wo er bereits die Jugendabteilungen durchlaufen hatte. Während seiner gesamten Karriere blieb er dem Verein, der damals die meiste Zeit in der ersten ungarischen Fußballliga, der Nemzeti Bajnokság, spielte, treu. Einen Titel, weder auf nationaler Ebene noch nennenswerte Erfolge im internationalen Bereich, konnte er allerdings mit Salgótarjáni BTC, heutzutage in der dritten Liga spielend, nicht gewinnen. Er absolvierte während seiner Karriere zwischen 1950 und 1966 insgesamt 324 Spiele für seinen Verein, in denen Szojka, der auf der Position eines Mittelfeldspielers agierte, sechzehn Tore gelangen.
In der ungarischen Fußballnationalmannschaft wurde Ferenc Szojka im Zeitraum von 1954 bis 1960 28 Mal eingesetzt. In diesen Spielen schoss er ein Tor. Mit der ungarischen Nationalelf nahm er an der Fußball-Weltmeisterschaft 1954 in der Schweiz teil, wo er jedoch nur einmal zum Einsatz kam. Das 9:0 in der Vorrunde gegen Südkorea war auch zugleich Szojkas erstes Länderspiel. Seine Mannschaft, die als großer Favorit ins Turnier gegangen war, nachdem man zuvor vier Jahre lang nicht verloren hatte, scheiterte überraschend im Endspiel gegen Deutschland und verpasste den sicher geglaubten Weltmeistertitel. Mit der Weltmeisterschaft begann Szojkas Zeit in der Nationalmannschaft erst. Er erlebte vier Jahre nach dem Endspiel von Bern als einer der wenigen, die bereits 1954 im Aufgebot Ungarns standen, eine zweite Fußball-Weltmeisterschaft. In Schweden scheiterte Ungarn allerdings bereits nach der Vorrunde. Szojka wurde in zwei der drei Gruppenspiele eingesetzt. Er machte sein letztes Länderspiel 1960 beim 1:2 im Heysel-Stadion von Brüssel gegen Belgien.